# Reial Acadèmia Sueca de Música
La Reial Acadèmia Sueca de Música (en suec «Kungl. Musikaliska Akademien») és una de les acadèmies reials de Suècia, fundada el 1771.
És una associació independent que té com a finalitat promoure el desenvolupament de la música, tant des d'un punt de vista cultural i artístic com a científic i educatiu. Té la seu a Estocolm.
La primera cerimònia de lliurament dels Premis Nobel es va celebrar en la Reial Acadèmia de Música el 1901. En l'actualitat, l'Acadèmia és la institució encarregada d'atorgar el Premi de Música Polar («Polar Music Prize»), que és un premi internacional concedit anualment, popularment conegut com el Premi Nobel de la música.